# طيران الرياض
طيران الرياض (بالإنجليزية: Riyadh Air) هو الناقل الوطني الثاني للمملكة العربية السعودية، ومقره في الرياض. سيكون مركز عمليات الشركة في مطار الملك خالد الدولي في الرياض، وستقوم بتشغيل رحلات مجدولة محلية ودولية إلى أكثر من 100 وجهة في الشرق الأوسط وست قارات. ستتكون أسطولها من طائرات إيرباص إيه 321 نيو وبوينغ 787.
اعتبارًا من عام 2024، تخطط الشركة لتشغيل أول رحلاتها التجارية في عام 2025. كما أن لديها اتفاقيات تعاون مع أعضاء سكاي تيم مثل دلتا إير لاينز، خطوط شرق الصين الجوية والسعودية، وأعضاء ستار أليانس مثل الخطوط الجوية التركية، الخطوط الجوية السنغافورية، الخطوط الجوية الصينية، ومصر للطيران، على التوالي.
وفقًا لوكالة الأنباء السعودية (SPA)، ستكون شركة طيران الرياض مملوكة لصندوق الاستثمارات العامة السعودي (PIF)، مع ياسر الرميان، محافظ الصندوق، الذي سيشغل منصب رئيس مجلس الإدارة. تم تعيين توني دوغلاس كمدير تنفيذي للشركة، بعد أن شغل منصب المدير التنفيذي لشركة الاتحاد للطيران الإماراتية من يناير 2018 حتى أكتوبر 2022. من المتوقع أن تضيف شركة طيران الرياض 20 مليار دولار إلى نمو الناتج المحلي الإجمالي غير النفطي، وتخلق أكثر من 200,000 وظيفة مباشرة وغير مباشرة.

## التاريخ
في 12 مارس 2023، أعلن ولي العهد السعودي، محمد بن سلمان، رسمياً عن تأسيس طيران الرياض، وهي أحدث شركة طيران وطنية في البلاد. بعد يومين، تم الإعلان عن أن الشركة قد طلبت 39 طائرة بوينغ 9-787، مع خيارات لـ 33 طائرة إضافية.

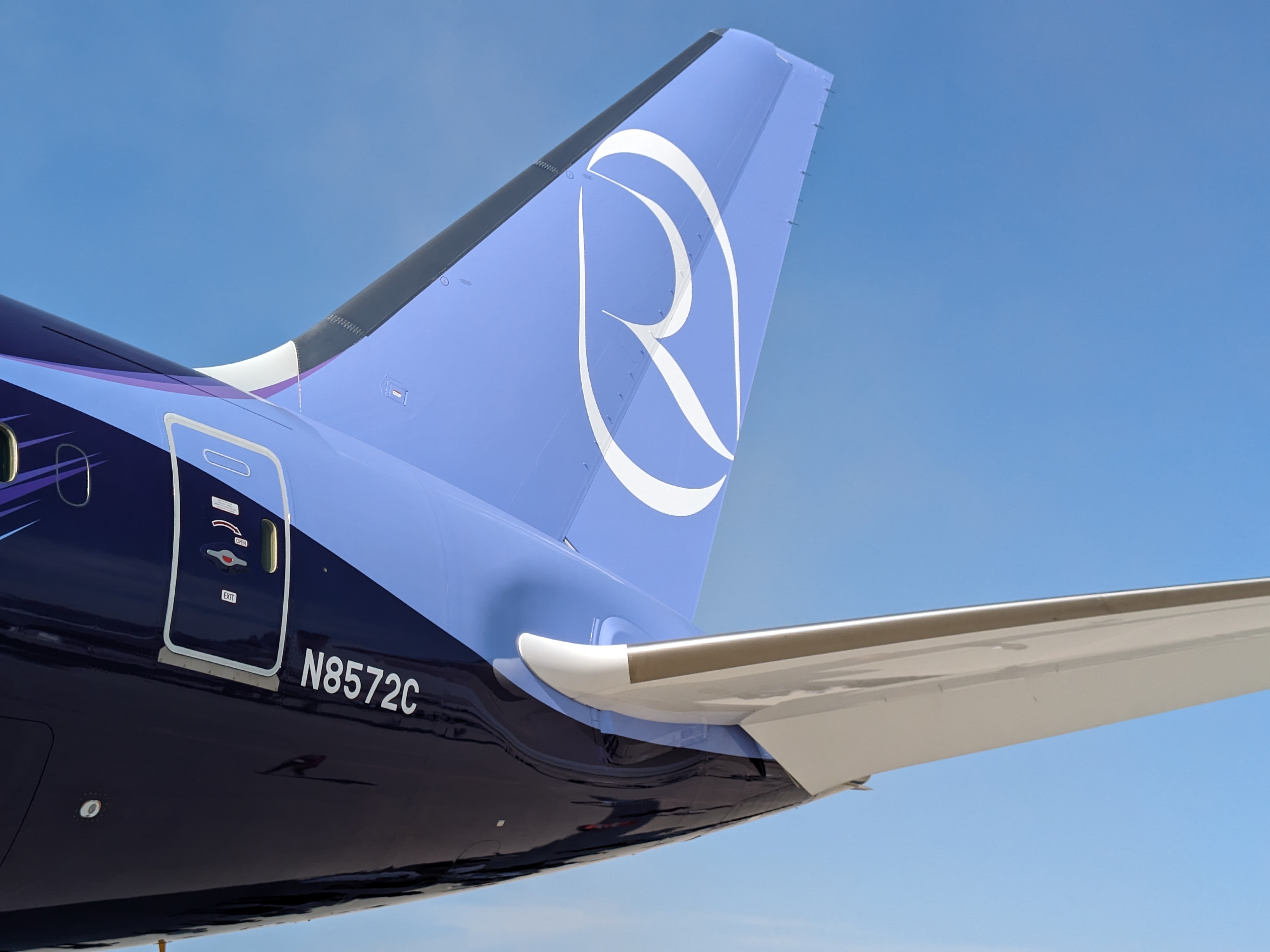
طائرة بوينغ 787-9 لطيران الرياض

كشفت طيران الرياض عن أول كسوة لها في 4 يونيو 2023. وتمت طلاء التصميم على أول طائرة بوينغ 787-9. في نفس اليوم، حصلت على رمز تحديد الطيران "RX" من منظمة الطيران المدني الدولي (IATA) في قمة النقل الجوي العالمية، التي أقيمت في إسطنبول. في 12 يونيو 2023، سلمت بوينغ أول طائرة إلى أسطول الشركة. في 14 يونيو 2023، منحت الشركة رخصة النقل الجوي التجاري من قبل الهيئة العامة للطيران المدني السعودية (GACA)، وهو ما يلزم الشركة لبدء العمليات التجارية. في 21 يونيو 2023، خلال معرض باريس الجوي، وقعت طيران الرياض اتفاقية للحصول على 90 محرك جي إي أن إكس-1 بي من جنرال إلكتريك لتشغيل أسطولها المستقبلي من 39 بوينغ 9-787.
في 9 يوليو 2024، وقعت طيران الرياض مذكرة تفاهم مع دلتا إير لاينز، إحدى الأعضاء المؤسسين لتحالف سكاي تيم. بموجب شروط المذكرة، ستؤسس الشركتان أساساً لتبادل الرموز المستقبلية وتنسيق تجارب خدمة العملاء وبرامج المسافر الدائم.
في 30 أكتوبر 2024، أكدت طيران الرياض طلبية لـ 60 طائرة إيرباص إيه 321 نيو. وفي 8 أبريل 2025 سلّمت الهيئة العامة للطيران المدني رخصة المشغل الجوي لشركة طيران الرياض، لبدء تشغيل رحلاتها الجوية المنتظمة من وإلى مطارات المملكة. بعد استيفاء طيران الرياض لجميع المتطلبات التنظيمية.

## صندوق الإستثمارات العامة
أسس صندوق الإستثمارات العامة شركة "طيران الرياض"، للمساهمة في تطوير قطاع النقل الجوي وتعزيزاً لموقع المملكة الاستراتيجي الذي يربط بين ثلاث من أهم قارات العالم: آسيا وأفريقيا وأوروبا، والعمل على رفع القدرة التنافسية للشركات الوطنية وفق مستهدفات رؤية السعودية 2030.

## الأهداف
تهدف شركة "طيران الرياض" لإطلاق رحلات تصل لأكثر من 100 وجهةٍ حول العالم بحلول العام 2030، وستقدم مستويات استثنائية من الخدمات المتكاملة، ممزوجة بطابع الضيافة السعودي الأصيل.
وجاء تأسيس شركة طيران وطنية ثانية إلى جانب الشركة الوطنية الحالية في إطار خطة السعودية لتنويع اقتصادها غير النفطي.

## مجلس الإدارة
يرأس مجلس إدارة الشركة محافظ صندوق الاستثمارات العامة ياسر بن عثمان الرميان، فيما تم تعيين توني دوغلاس رئيساً تنفيذياً للشركة.

## الهوية
اعلن طيران الرياض في 4 يونيو 2023 عن هويته البصرية المميزة للأسطول الرسمي بهوية حديثة وفريدة، ليكون مزيجًا مثاليًا من التقنيات الرقمية والأناقة العصرية.
في نوفمبر 2023م كشفت شركة طيران الرياض عن الفئة الثانية من التصميم الخارجي لأسطول طائراتها.

## الاسطول
أُعلن عن أول طلب شراء لاسطول طائرات الرياض لعدد 39 طائرة من طراز 787-9 دريملاينر، مع احتمالية شراء 33 طائرة إضافية مستقبلا مما يعزز موقع طيران الرياض في شبكة النقل العالمي.
| نوع الطائرة         | في الخدمة | تحت الطلب | السعة المقعدية | السعة المقعدية | السعة المقعدية | السعة المقعدية | السعة المقعدية | ملاحظات                                                                                  |
| نوع الطائرة         | في الخدمة | تحت الطلب | إيليت          | أعمال          | ممتازة         | سياحية         | الاجمالي       | ملاحظات                                                                                  |
| ------------------- | --------- | --------- | -------------- | -------------- | -------------- | -------------- | -------------- | ---------------------------------------------------------------------------------------- |
| إيرباص إيه 321 نيو  | —         | 60        | يعلن لاحقا     | يعلن لاحقا     | يعلن لاحقا     | يعلن لاحقا     | يعلن لاحقا     | طلب 60 طائرة.                                                                            |
| إيرباص إيه 350-1000 | —         | 25        | يعلن لاحقا     | يعلن لاحقا     | يعلن لاحقا     | يعلن لاحقا     | يعلن لاحقا     | طلب مع خيار ب25 طائرة إضافية.                                                            |
| بوينغ 9-787         | —         | 39        | 4              | 24             | 39             | 223            | 290            | طلب مع خيار ب33 طائرة إضافية.                                                            |
| بوينغ 9-787         | 1         | —         | —              | 30             | —              | 258            | 288            | طائرة مستأجرة من شركة الطيران العماني، بديلة في حال حدوث أعطال فنية، وتستخدم في التدريب. |
| المجموع             | 1         | 124       |                |                |                |                |                |                                                                                          |

## الوجهات
ستبدأ "طيران الرياض" عملياتها الجوية في عام 2025 بشبكة إقليمية، والتي ستتوسع على الفور لتشمل جميع المناطق العالمية. سيمتد التعاون مع شركات الطيران الأخرى ليشمل الشبكة بالكامل في عدة مناطق عالمية. تم توقيع مذكرات تفاهم مع كل من:
- طيران الصين[40]
- خطوط شرق الصين الجوية[41]
- خطوط دلتا الجوية[42]
- مصر للطيران[43]
- الخطوط الجوية السنغافورية[44]
- خطوط فيرجن أتلانتيك الجوية[45]
- الخطوط الجوية الفرنسية - كيه إل إم [46]

## الإتفاقيات
تتخذ شركة طيران الرياض من العاصمة الرياض مركزاً رئيساً لإدارة عملياتها التشغيلية، ومنطلقاً لرحلاتها و بتاريخ 2023/12/04 وقعت الخطوط الجوية التركية مع طيران الرياض مذكرة تفاهم تهدف إلى تقديم مزايا للمسافرين على متن الخطوط الداخلية التركية والسعودية، وإلى وجهات مختلفة فضلا عن اسطنبول والرياض، وفي الوقت نفسه تهدف إلى تأسيس تعاون عميق بين الشركتين، وستدخل الاتفاقية حيز التنفيذ اعتبارا من 1 يناير/ كانون الثاني 2024، وسيبدأ تطبيقها بعد بدء طيران الرياض لعملياتها بدوره أفاد الرئيس التنفيذي لشركة طيران الرياض توني دوغلاس، إن "هذه الاتفاقية المبرمة مع أكبر شركة طيران في العالم من حيث عدد الوجهات التي تغطيها، تمثل خطوة مهمة للغاية في تطور طيران الرياض".
وأوضح أن هذه الاتفاقية ستفتح الطريق أمام طيران الرياض للانطلاق من مطار إسطنبول الذي يعد محوراً عالميا للطيران، إلى حوالي 130 وجهة حول العالم، لا سيما نحو تركيا وأوروبا والأمريكتين عبر امتلاك أسطول طائرات متطورة، تستهدف من خلاله تطبيق أفضل ممارسات الاستدامة والسلامة عالمياً المعتمدة في مجال الطيران، إلى جانب توفير أحدث التقنيات الرقمية للريادة في هذا المجال.
وفي 31 أكتوبر 2024م، أعلنت شركة طيران الرياض، عن اتفاقية طلب شراء 60 طائرة من طراز إيرباص A321neo ليصل إلى مجموع 132 طائرة ضمن أسطوله الجوي لدعم خطط النمو الكبيرة للشركة، وذلك تعزيزًا لخطواته نحو تحقيق أهدافه الطموحة وتحضيرًا لبدء عملياته التشغيلية في عام 2025، الأمر الذي يؤكد طموح السعودية لتكون مركزًا عالميًا للطيران. وجاء الإعلان عن توقيع اتفاقية الشراء خلال مؤتمر مبادرة مستقبل الاستثمار في نسخته الثامنة المنعقد بمدينة الرياض، وذلك بحضور الرئيس التنفيذي لشركة طيران الرياض توني دوغلاس، والرئيس التنفيذي للطائرات التجارية في شركة إيرباص كريستيان شيرار.
في 16 يونيو 2025 وقع طيران الرياض طلبية لشراء 50 طائرة إيرباص من طراز A350-1000 خلال معرض باريس الجوي الخامس والخمسين 2025. وتشمل الاتفاقية على طلبية 25 طائرة مؤكدة مع خيارات لشراء 25 طائرة إضافية.

## الرعايات
في 10 أغسطس 2023، أصبحت طيران الرياض الراعي الرئيسي لقمصان نادي أتلتيكو مدريد الإسباني من لا ليغا. في 16 أغسطس 2024، أصبحت طيران الرياض الخطوط الجوية الرسمية لـكونكاكاف، اتحاد كرة القدم في أمريكا الشمالية. في 9 أكتوبر 2024، وسعت طيران الرياض شراكتها لتصبح شريك تسمية الملعب الخاص بنادي أتلتيكو مدريد، ليصبح اسم الملعب "ملعب الرياض متروبوليتانو".